# Winter Brothers
Pour plus de détails, voir Fiche technique et Distribution.
Winter Brothers (Vinterbrødre) est un film danois réalisé par Hlynur Pálmason, sorti en 2017.
Il est sélectionné en compétition internationale au Festival international du film de Locarno 2017.

## Synopsis
Deux frères, parmi d'autres ouvriers, travaillent dans une carrière de calcaire : extraction dans l'obscurité à la lampe frontale, nettoyage extérieur de concasseur, paysages de poussière de calcaire, de neige, de forêt. Les années d'inhumanité (solitude, fatigue, ennui, baraquement) sont atténuées ou accentuées par la consommation d'alcool de contrebande...   semble sauvé par une voisine esseulée, Anna. Le cadet, Emil, déviant, perd pied, vole des produits chimiques, propose des breuvages frelatés... Au risque de se mettre à dos toute la communauté.

## Fiche technique
- Titre original : Vinterbrødre
- Titre français : Winter Brothers
- Réalisation : Hlynur Pálmason
- Scénario : Hlynur Pálmason
- Costumes : Nina Grønlund
- Photographie : Maria von Hausswolff
- Montage : Julius Krebs Damsbo
- Musique : Toke Brorson Odin
- Pays de production : Danemark
- Format : Couleurs - 35 mm
- Genre : drame
- Durée : 100 minutes
- Dates de sortie :
  - Suisse : 3 août 2017 (Festival international du film de Locarno 2017)
  - Danemark : 7 décembre 2017
  - France: 21 février 2018

## Distribution
- Elliott Crosset Hove : Emil
- Simon Sears : Johan
- Victoria Carmen Sonne : Anna
- Lars Mikkelsen : Carl
- Peter Plaugborg : Daniel
- Michael Brostrup : Michael
- Anders Hove (en) : Langhåret mand
- Laurits Honoré Rønne : August
- Jannik Jensen : soldat
- Christopher Lillman : Arbejder

## Sortie

### Accueil critique
En France, le site Allociné recense une moyenne des critiques presse de 3,7/5, et des critiques spectateurs à 2,9/5.

## Distinctions

### Récompenses
- Festival international du film de La Roche-sur-Yon 2017 : Mention spéciale[2].
- Festival international du film de Thessalonique 2017 : Alexandre de bronze[3].
- Festival Premiers Plans d'Angers 2018 : Grand prix du jury (ex æquo avec Tesnota)[4].
- Festival international du film de Transylvanie 2018 : Meilleure réalisation[5].

### Sélections
- Festival international du film de Locarno 2017 : en sélection en compétition internationale.
- Festival international du film de Toronto 2017 : en sélection Contemporary World Speakers - Discovery.

## Édition vidéo
Le film sort en DVD le 1er octobre 2019 par Epicentre.